# Paul Franklin (calciatore)
Paul Franklin (5 ottobre 1963) è un allenatore di calcio ed ex calciatore inglese, di ruolo difensore.

## Carriera

### Giocatore
Dal 1983 al 1986 gioca nella prima divisione inglese col Watford.

### Allenatore
Nel 1995 ha allenato ad interim il Norwich City, nella prima divisione inglese; per un decennio ha lavorato come vice di Martin O'Neill, in tre diversi club; ha poi chiuso la carriera allenando per vari anni nelle serie minori inglesi.

## Palmarès

### Giocatore

#### Competizioni giovanili
- FA Youth Cup: 1

Watford: 1981-1982

#### Competizioni nazionali
- Full Members Cup: 1

Reading: 1987-1988